# HTC Smart
HTC Smart — бюджетный смартфон от тайваньской компании High Tech Computer на базе однокристальной системы Qualcomm MSM 6290 и операционный системы Brew, выпущенный в апреле 2010 года.
Телефон анонсирован 7 января 2010 года на Consumer Electronics Show, и выпущен на рынок британским сотовым оператором O2 13 апреля 2010 года. У него фирменный пользовательский интерфейс HTC Sense, но он выполнен на базе операционной системы Brew Mobile Platform компании Qualcomm без поддержки многозадачности и централизованного магазина приложений со скудным выбором предустановленных приложений. Его резистивный 2,8-дюймовый TFT сенсорный экран разрешением 320x240 точек и 65 тысяч цветов не такой яркий и чёткий как у более дорогих смартфонов. На нём практически ничего нельзя рассмотреть в прямых солнечных лучах, а его реакция на прикосновение значительно хуже, чем у ёмкостных экранов. HTC Smart укомплектован 3-х-мегапиксельной камерой со светодиодной вспышкой и возможностью записи видео в формате MPEG-4 со скоростью 15 кадров в секунду, стандартным mini USB разъёмом для связи с компьютером, 3,5-мм разъем для наушников и медиаплеером, который поддерживает множество музыкальных и видео форматов, а также слотом для карт памяти стандарта microSD 2.0 и FM-радио с поддержкой RDS. В нём нет Wi-Fi или GPS, которые являются обязательной функцией большинства смартфонов. Не самый быстрый 300 МГц процессор Qualcomm MSM 6290 с 256 МБ ПЗУ и 256 МБ ОЗУ имеет низкое энергопотребление, что в сочетании с мощным литий-ионным аккумулятором ёмкостью 1100 мА*ч обеспечивает до 370 минут в режиме разговора и 600 часов в режиме ожидания. Вес телефона 108 грамм. Удельный коэффициент поглощения электромагнитной энергии составляет 1,19-ватт на килограмм
HTC Smart поддерживает четыре диапазона стандарта цифровой мобильной сотовой связи EGSM: 850/900/1800/1900 МГц, GPRS, EDGE, а также протоколы передачи данных мобильной связи 3G HSDPA/WCDMA в диапазоне 2100 МГц.